# Anne Le Ny
Anne Le Ny (Antony, 16 dicembre 1962) è un'attrice, regista e sceneggiatrice francese.

## Biografia
Attrice di numerosi film, tv movie e serie tv, nel 2007 ha scritto e diretto il suo primo lungometraggio, Ceux qui restent  con Vincent Lindon ed Emmanuelle Devos, seguito da Les invités de mon père nel 2010.
In Italia è nota per il ruolo della dottoressa Fitoussi, nel film La guerra è dichiarata (2011) di Valérie Donzelli e in quello di Yvonne nel film Quasi amici (2011) di Olivier Nakache.

## Riconoscimenti
- Premio César
  - 2008 – Candidatura alla migliore opera prima per Ceux qui restent
  - 2012 – Candidatura alla migliore attrice non protagonista per Quasi amici – Intouchables
- Premio Sacher
  - 2019 – Miglior attrice dell'anno (premio Best Year Actress)

## Filmografia parziale

### Regista
- La vita di chi resta (Ceux qui restent) (2007)
- Drap dessus drap dessous (cortometraggio) (2007)
- Les invités de mon père (2010)
- Cornouaille (2012)
- La moglie del cuoco (On a failli être amies) (2014)

### Sceneggiatrice
- La vita di chi resta (Ceux qui restent) (2007)
- Drap dessus drap dessous (cortometraggio) (2007)
- Didine, di Vincent Dietschy (2007)
- Les invités de mon père (2010)
- Cornouaille (2012)
- Ange e Gabrielle - Amore a sorpresa (2015)

### Attrice

#### Cinema
- Alias, regia di Marina de Van (1999)
- Aïe, regia di Sophie Fillières (2000)
- Il gusto degli altri (Le Goût des autres), regia di Agnès Jaoui (2000)
- Il ricordo di belle cose (Se souvenir des belles choses), regia di Zabou Breitman (2001)
- Parlami d'amore (Parlez-moi d'amour), regia di Sophie Marceau (2002)
- Il patto del silenzio (Le Pacte du silence), regia di Graham Guit (2003)
- Due per un delitto (Mon petit doigt m'a dit ...), regia di Pascal Thomas (2005)
- Il mio migliore amico (Mon meilleur ami), regia di Patrice Leconte (2006)
- Quasi amici - Intouchables (Intouchables), regia di Olivier Nakache e Éric Toledano (2011)
- Poupoupidou, regia di Gérald Hustache-Mathieu (2011)
- La guerra è dichiarata (La guerre est déeclare), regia di Valérie Donzelli (2011)
- Suzanne, regia di Katell Quillevere (2013)
- Attila Marcel, regia di Sylvain Chomet (2013)
- Io faccio il morto (Je fais le mort), regia di Jean-Paul Salomé (2013)
- La moglie del cuoco (On failli être amies), regia di Anne Le Ny (2014)
- Jailbirds, regia di Audrey Estrougo (2015)
- Papa ou Maman, regia di Martin Bourboulon (2015)
- Papa ou Maman 2, regia di Martin Bourboulon (2016)
- La ragazza di Stillwater (Stillwater), regia di Tom McCarthy (2021)

### Attrice

#### Televisione
- Glacé (2017) - miniserie TV
- Mia figlia (Ils ont échangé mon enfant), regia di Agnès Obadia (2018) - Film TV

## Doppiatori italiani
- Aurora Cancian in La guerra è dichiarata - La guerre est déclarée
- Antonella Giannini in Mia figlia
- Ludovica Modugno in Quasi amici - Intouchables
- Veronique Cochais in La ragazza di Stillwater